# Joe Oriolo
Joe Oriolo, all'anagrafe Joseph Oriolo (Union City, 21 febbraio 1913 – Hackensack, 25 dicembre 1985), è stato un animatore e fumettista statunitense, noto per essere stato co-creatore di Casper ed autore della serie animata televisiva del 1958 Il gatto Felix sull'omonimo personaggio.

## Biografia
Figlio di italiani emigrati negli Stati Uniti d'America, da bambino disegnava costantemente e sognava di diventare un animatore.
Nel 1933 andò a lavorare nei Fleischer Studios a New York come fattorino, ma il suo talento come disegnatore e le sue ambizioni lo portarono alla posizione di animatore nel giro di un anno. Verso la fine degli anni 1930 lavorò su diversi corti animati, trasferendosi nel 1938 a Miami assieme allo studio di animazione; lì curò i lungometraggi animati I viaggi di Gulliver e Hoppity va in città, nonché il cortometraggio Raggedy Ann & Raggedy Andy. Nel 1942 si ristabilì nuovamente a New York a seguito dell'acquisizione dei Fleischer Studios da parte della Paramount Pictures, che li rinominò Famous Studios; qui fece conoscenza con Otto Messmer (che si occupava degli storyboard tra il 1944 e il 1946) prima di abbandonare lo studio di animazione nel 1944.
Nel 1939, assieme a Seymour Reit, aveva creato il personaggio del fantasmino Casper per un libro per bambini, a cui ne fecero seguito altri due (There's Good Boos To-Night e A Haunting We Will Go) prima di cedere tutti i diritti ai Famous Studios, che trasformarono Casper in una serie animata di successo, salvo poi vendere a loro volta i diritti il 27 luglio 1958 ad Alfred Harvey (che aveva iniziato a produrre fumetti su Casper nel 1952 tramite la Harvey Comics).
Dopo l'esperienza con i Famous Studios, Oriolo iniziò a lavorare come animatore freelance su alcuni film militari ed aziendali, così come sulle prime pubblicità televisive. Inoltre intraprese parallelamente la carriera da fumettista, disegnando per diverse testate (tra cui Puppetoons per la Fawcett Comics) e collaborando con Otto Messmer per i fumetti su Felix the Cat fino al termine delle pubblicazioni. Nel 1954 Oriolo ottenne la paternità delle strisce a fumetti quotidiane su Felix dietro richiesta della King Features Syndicate, che le continuò a produrre fino al 1969.
Nel 1958 divenne socio d'affari di William O. Sullivan, fratello di Pat Sullivan, uno dei creatori originali di Felix; insieme diedero vita alla Felix the Cat Productions, con cui realizzarono nel 1958 la serie animata televisiva Il gatto Felix. Nel 1963 proseguì con successo la produzione di cartoni animati per la televisione sia con L'invincibile Ercole sia con Beetle Bailey, mentre nel 1967, attraverso la Oriolo Studios, creò Johnny il fantascienziato. Nel 1969 contribuì, assieme a Burt Hecht, ad importare ed adattare negli Stati Uniti l'anime giapponese La principessa Zaffiro (in originale Ribon no kishi), che venne acquistato dalla Mushi Productions e reintitolato Princess Knight, realizzandone sia i dialoghi sia il doppiaggio in inglese. A seguito, però, dell'interruzione dei rapporti nel 1970 tra Oriolo ed Hecht, quest'ultimo tenne per sé i master del doppiaggio, cosicché non fu più possibile mandare in onda l'anime. Per diversi anni si credette che il doppiaggio in inglese fosse andato perduto o distrutto, ma nel 1996 le registrazioni furono rinvenute nei Paesi Bassi.
A partire dal 1971 Oriolo ottenne il controllo totale sui diritti di Felix, proseguendone la commercializzazione fino alla sua morte, avvenuta all'età di 72 anni nell'Hackensack University Medical Center di Hackensack. È sepolto presso il George Washington Memorial Park di Paramus, nel New Jersey.